# Leo Abse
Leopold Abse (22 de abril de 1917 – 19 de agosto de 2008 fue un abogado y político británico. Fue miembro del Parlamento de Gales por casi treinta años. Fue reconocido por sus esfuerzos en beneficio de los derechos de las parejas gay. Luego de su retiro del parlamento, escribió algunos libros sobre política y psicoanálisis.)